# Estilo Mammen

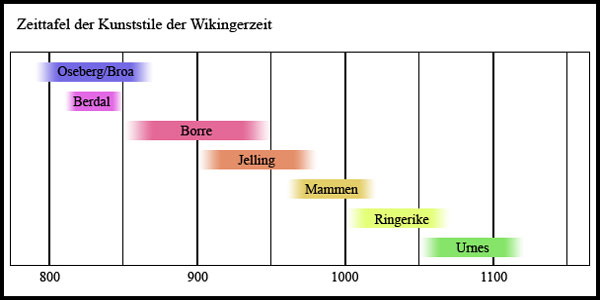
Cronología de los estilos de decoración animal escandinava.

El estilo Mammen es una fase de los estilos de decoración zoomórfica vikinga de finales del siglo X y principios del XI, surgió de forma gradual a partir del estilo Jelling. El nombre del estilo se debe a los hallazgos realizados en una cámara funeraria de Jutlandia, Dinamarca. Entre los objetos hallados había un hacha de plata grabada en la que en uno de sus lados aparecía un ave muy estilizada con largos apéndices enrollados a lo largo del cuerpo. También comprende representaciones animales más realistas como los leones en las piedras de Jelling. Durante el periodo de este estilo aparecen por primera vez formas vegetales claramente diferenciadas, en forma de sarmientos, zarcillos y hojas.
Las etapas de la ornamentación zoomórfica de la época vikinga completa se catalogan generalmente en los siguientes estilos: Oseberg, Borre, Jelling, Mammen, Ringerike y Urnes.

## Galería

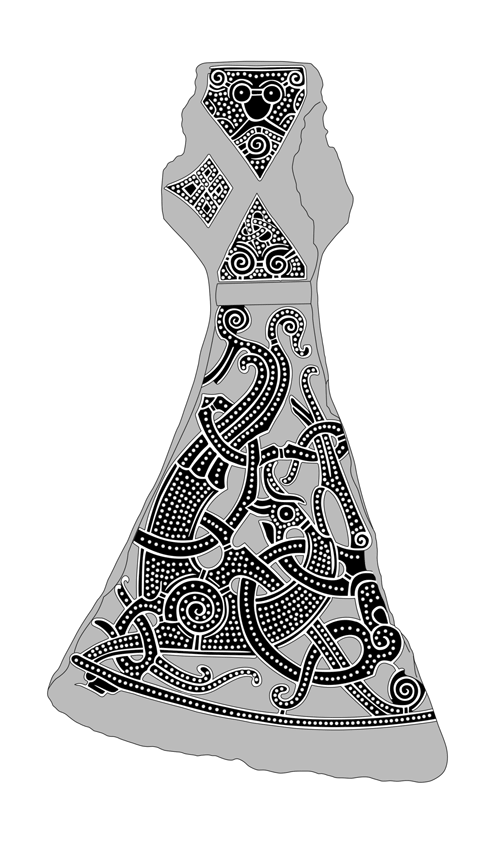
Esquema del hacha de Mammen
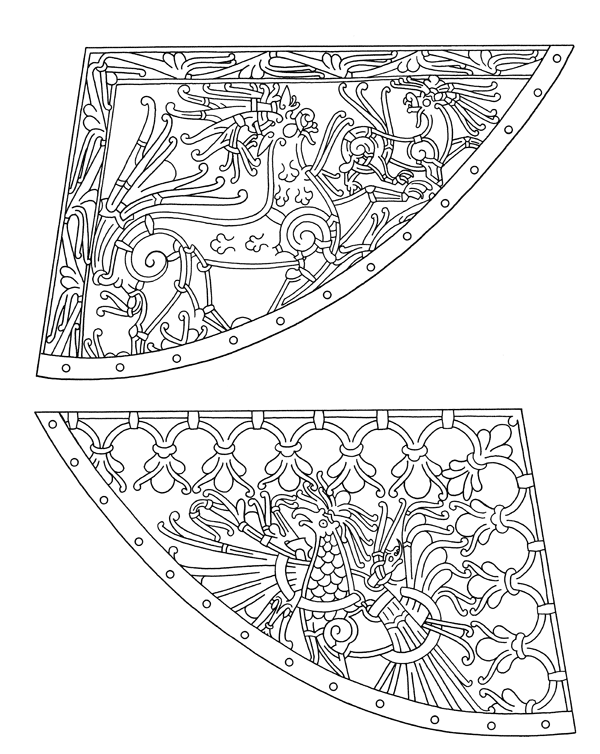
Veleta de Heggen
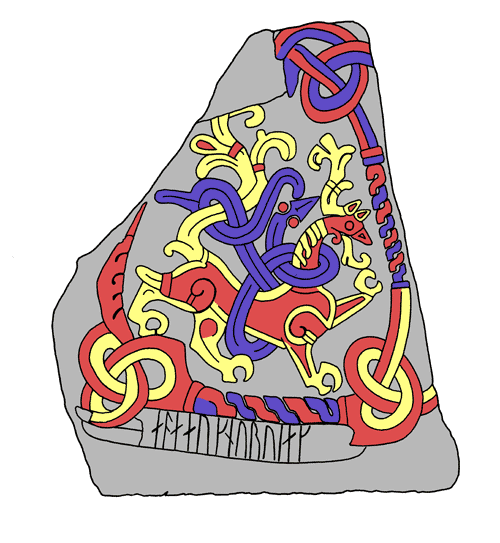
Esquema de la piedra grande de Jelling
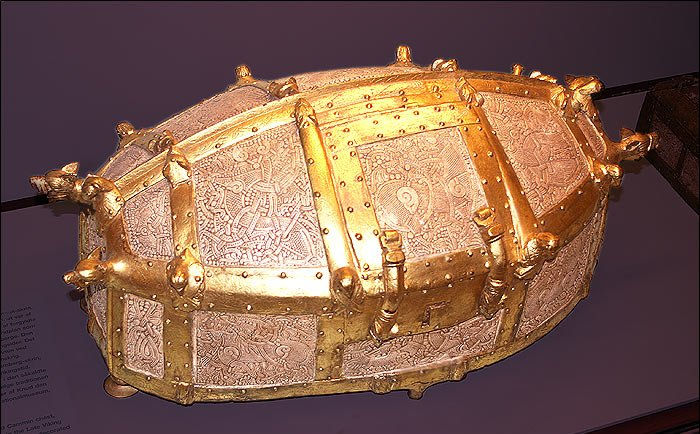
Cofre de Cammin
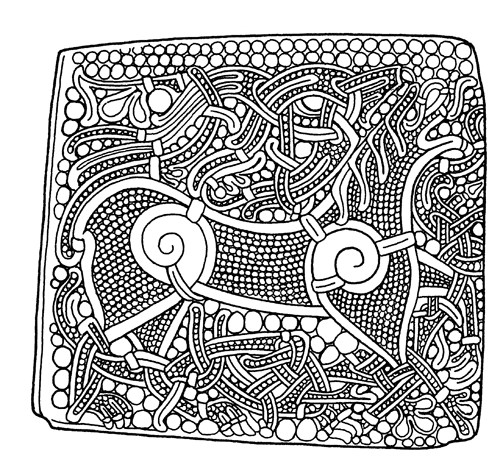
Esquema de uno de los dibujos del Cofre de Cammin